# Boada de Campos
Boada de Campos – gmina w Hiszpanii, w prowincji Palencia, w Kastylii i León, o powierzchni 14,53 km². W 2011 roku gmina liczyła 20 mieszkańców.